# Florence M. Hawley
Florence Hawley (Cananea, Sonora, México, 17 de septiembre de 1906 - Albuquerque, New México, 6 de abril de 1991) fue una de las primeras antropólogas en trabajar extensamente con la dendrocronología, o datación de los anillos de los árboles. Condujo investigaciones arqueológicas y etnográficas en el Sudoeste de los Estados Unidos; y emprendió algunas de las primeras investigaciones dendrocronológicas en el oeste de América del Norte a mitad del siglo XX, examinando muestras de numerosos sitios arqueológicos. Es también reconocida como una profesora apasionada, que empujó a su alumnado hacia la grandeza, animándoles a pensar y trabajar duro por lo que quisieran conseguir. A pesar de que afrontó muchos retos en su carrera y fue discriminada por ser mujer, perseveró en sus investigaciones y se convirtió en una gran influencia tanto para su alumnado como para otras mujeres en su campo.

## Biografía
Florence Hawley nació en Cananea, Sonora, México, donde su padre era jefe de farmacología en una mina de cobre. En 1913, después del estallido de la Revolución mexicana, su familia se mudó a Miami, Arizona. Fue introducida a la arqueología a una edad temprana por parte de su padre, durante las excavaciones de ruinas alrededor de su casa en el sur de Arizona. En 1936 Florence se casó con el arqueólogo Donovan Senter; juntos tuvieron una hija llamada Andrea. En 1950, después de divorciarse de Senter, se casa con el historiador Bruce Ellis. Su matrimonio duró hasta que Ellis fallece, en 1985. Florence Hawley comienza a enseñar en la Universidad de Arizona en 1929, donde es introducida a la dendrocronología en una clase enseñada por A. E. Douglass. También dio clases en la Universidad de Nuevo México, desde el otoño de 1934 hasta que  se retira en 1971. Es posible que la mayoría de los antropólogos profesionales en los Estados Unidos hayan asistido a clases de Hawley, más que de cualquier otro miembro de la profesión. Incluso después de su jubilación, se mantuvo activa en el campo de la investigación hasta su muerte en 1991.[cita requerida] Continúa escribiendo y excavando. Era tan apasionada de su trabajo que incluso después de una operación de cadera regresó al campo durante su recuperación para supervisar el trabajo. Fue pionera en su campo de trabajo desarrollando y aplicando técnicas innovadoras de análisis químico, dendrocronología, etnohistoria y etnoarqueología.

## Educación
Hawley se graduó con un B.A (bachiller en artes) en la Universidad de Arizona en 1927, en inglés y antropología. Recibe, el siguiente año, un M.A (máster en artes) en antropología. Completa su formación con un Doctorado en antropología en la Universidad de Chicago después de enseñar en la Universidad de Arizona. Utilizó sus excavaciones de Chetro Ketl para su disertación, la cual era sobre la datación prehistórica de Chetro Ketl. En la misma, aplica las nuevas técnicas de datación dendrocronológica y estratigráfica de los depósitos arqueológicos, con el objetivo de entender más plenamente la historia y evolución de Chetro Ketl.

## Trayectoria laboral
Hawley empezó enseñar en la Universidad de Arizona en 1929. Para 1933, la Universidad de Arizona enfrentó dificultades financieras debido a la Gran Depresión, y solicitaron a la mayoría de los docentes jóvenes que se tomaran un año de licencia, el cual incluyó a Hawley. En otoño de 1934,  tomó un trabajo como profesora en la Universidad de Nuevo México en el Departamento de Antropología, donde ganaba menos que los profesores varones. Como profesora, Hawley no fue considerada fácil;  esperaba que su alumnado aprendiera y pensara por sí mismo.  Enseñó más de 20 cursos, muchos de los cuales eran normalmente enseñados por hombres. Llegó a enseñar más cursos que cualquier profesor varón en el departamento de antropología. En sus clases, Hawley siempre trajo aproximaciones teóricas nuevas así como sus propias ideas. Su alumnado sabía que se esperaba que estuvieran capacitados para organizar y comprender los datos, además de familiarizarse con el material bibliográfico. Continuó trabajando y enseñando después de su jubilación.

## Honores
Hawley luchó por la igualdad de hombres y mujeres no solo en lo económico sino también en el reconocimiento profesional. Contribuye a esto por medio de su participación en el movimiento de mujeres. Debido a la superioridad de sus investigaciones así como de su enseñanza, y su persistencia en la lucha por la igualdad, fue honrada en el simposio "Las hijas del Desierto" como una líder entre las mujeres antropólogas que han trabajado en el Suroeste. Hawley fue Presidente de la Sociedad americana de Etnohistoria en 1969 y en 1987 fue seleccionada como una de las 45 mujeres distinguidas en una muestra ambulante del Instituto Smithsoniano, exposición nombrada como “Las hijas del Desierto”. La Universidad de Nuevo México reconoció sus logros al concederle un Doctorado honorífico en Letras en 1988. El "Rancho Fantasma de Abiquiu", donde condujo su trabajo en la década de 1980, albergó su extensa biblioteca en un complejo de museos que lleva su nombre.

## Investigación
Florence Hawley aplicó la formación  reciba de A. E. Douglass en sus clases de dendrocronología en las excavaciones del Cañón del Chaco, donde  trabajó con el programa de investigación de campo de la Universidad de Nuevo México en los veranos de 1929, 1930 y 1931. Condujo análisis de materiales cerámicos de Chetro Ketl y otros sitios en el área, y sus cronologías cerámicas fueron independientemente confirmadas por la datación realizada con los anillos de árbol. Entre finales de la década de 1950 y a través de la década de 1960, dirigió una escuela de verano de trabajo de campo arqueológico, de la Universidad de Nuevo México. Uno de los descubrimientos más prominentes fue San Gabriel de Yunge, la primera Capital española de Nuevo México, datada de 1600 y encontrada en las cercanías de San Juan Pueblo.  Su trabajo en dendrocronología ayudó a  proporcionar una base para las dataciones cronológicas del Sudoeste y se constituyó en una técnica qué es todavía hoy muy demanda. Hawley también condujo investigaciones dendrocronológicas en el este de América del Norte, siendo este de los primeros trabajos en la región. Comenzó sus estudios de los anillos de los árboles en el medio-oeste durante el año académico 1933-1934. Recolecto diferentes especies y examinó muestras de madera arqueológica de las excavaciones que realizó la Universidad de Chicago en el sur de Illinois. En 1937,  continúa su trabajo de campo en el medio-oeste y recoge 1000 especímenes de árboles vivos en ocho estados diferentes, en un esfuerzo para identificar las señales que el clima grababa en los árboles. En 1941, Hawley publicó Análisis de los anillos de árboles y datación en el drenaje de Misisipi donde  presenta los problemas principales que ella y su equipo afrontaron:  trabajaban con especies nuevas, a través de una área enorme donde había una escasez en el crecimiento de madera viejo debido a la extensa deforestación, y la madera existente no fue preservada bien debido a los altos contenidos de humedad en los sedimentos.

## Excavaciones clave
Florence Hawley participó en muchas excavaciones de campo, incluyendo su trabajo en Chetro Ketl, en el Cañón del Chaco. Después de su jubilación  continuó ofreciendo entrenamiento de campo al alumnado interesado, el cual fue realizado alrededor del "Rancho Fantasma de Abiquiu". En 1934 ella y su equipo trabajaron en Kentucky occidental y en Wickliffe mounds así como en la Cuenca Norris en Tennessee, recolectando especímenes de árbol viviente, carbón, y especímenes modernos. También trabajó en el Valle de Misisipi, así como en muchos estados del Medio-oeste.

## Publicaciones selectas
- Hawley, Florence.  "La Importancia de la Prehistoria Datada de Chetro Ketl, Chaco Canon, Nuevo México."  La Universidad de Boletín de Nuevo México, vol. 1, núm. 1, 1934.
- Hawley, Florence. “Relación de Crecimiento de Cedro Del sur a Precipitación y Corrido Fuera.” Ecología 18 (1937): 398- 405.
- Hawley, Florence. “Una Dendrocronología en Dos Drenajes de Areas de Anillo de arboles en Mississippi.” Árbol-Boletín de Anillo 5 (1938): 3-7.
- Hawley, Florence. “Datación de Anillo del árbol para Mounds del sudeste.” En: Webb, W.S. (Ed.), Una Encuesta Arqueológica del Norris Cuenca en Tennessee Oriental. Agencia de Etnología americana, Boletín 118. Washington, D.C.: Smithsonian Institución; Oficina de Impresión del Gobierno, 1938. p. 359-362.
- Hawley, Florence. “Análisis de Anillo del árbol y Datando en el Drenaje de Misisipi”. Antropología Papel Ocasional 2. Chicago: Universidad de Prensa de Chicago, 1941.
- Hawley, Florence. De Sequía a Sequía un Examen de Arqueología. Santa Fe: Sunstone Prensa, 1988.
- Hawley, Florence. San Gabriel Del Yungue cuando Visto por un Arqueólogo: Examen de un Sitio Histórico en Nuevo México. Santa Fe: Sunstone Prensa, 1989.
- Hawley, Florence. Pueblo Indios: Arqueológico y Ethnologic Dato: Acoma-Laguna Reclamaciones de Tierra. Taylor y Francis, Inc., 1977.
- Hawley, Florence, Richard Ford, & Myra E. Jenkins. Cuándo las culturas Conocen: Recordando San Gabriel del Yunge Oweenge. Santa Fe: Sunstone Prensa, 1987.